# Pascal Unbehaun
Pascal Unbehaun (* 11. März 1996) ist ein ehemaliger deutscher Leichtathlet, der sich auf den 400-Meter-Lauf spezialisiert hat. Er war 2018 Mister Germany.

## Berufsweg
Unbehaun besuchte das staatliche Pierre-de-Coubertin-Gymnasium in Erfurt, eine Eliteschule des Sports mit Internat. Er ist Polizist in Thüringen und derzeit als Polizeimeister in der Landespolizeiinspektion Erfurt der Thüringer Polizei in Erfurt tätig.

## Sportliche Karriere
Bei den Junioreneuropameisterschaften 2015 in der Ekängens Friidrottsarena der schwedischen Stadt Eskilstuna gewann er mit der deutschen 4-mal-400-Meter-Staffel Bronze.

## Vereinszugehörigkeit
Unbehaun startete ab 1. Januar 2018 für den LC Jena und war zuvor beim Erfurter LAC.

## Sportliche Erfolge
National
- mehrfacher Thüringer Landesmeister (2010–2015)
- 2012 – Deutscher U20-Meister (3 × 1000 m)
- 2013 – 5. Platz Deutsche U18-Meisterschaften (800 m)
- 2013 – 4. Platz Deutsche U20-Meisterschaften (3 × 1000 m)
- 2014 – 4. Platz Deutsche Jugendhallenmeisterschaften (400 m)
- 2015 – 3. Platz Deutsche Jugendhallenmeisterschaften (400 m)
- 2015 – 3. Platz Deutsche U20-Meisterschaften (4 × 400 m)
- 2015 – 4. Platz Deutsche U20-Meisterschaften (400 m)

International
- 2015 – 3. Platz Junioreneuropameisterschaften (4 × 400 m)

## Mister Germany 2018
Am 9. Dezember 2017 wurde Unbehaun zum „Mister Germany“ 2018 gewählt. Er setzte sich bei einer Gala-Veranstaltung in einem Ferienresort in Linstow in Mecklenburg-Vorpommern gegen 15 Mitbewerber durch. Er war bereits „Mister Mitteldeutschland“ 2017.